# بوليلو
بُولِيلُّو (تلفظ بالإسبانية: ‎/boˈliʝo/‏) ويُعرف أيضًا باسمِ الخبز الفرنسي هو نوعٌ من الخبز المشهورِ في المكسيك وفي باقي دول أمريكا الوسطى. بوليلو هو شكلٌ مختلفٌ من الخبز الفرنسي – الذي يُعرف في شمال أفريقيا باسمِ البَاگِيت – فهو أقصرُ من ناحية الطول وغالبًا ما يتمُّ خبزه في الفرن الحجري على عكسِ ذاك الفرنسيّ الذي يتمُّ تحضيرهُ في أفرانٍ عصريّة. يُقال إنَّ البوليلو قد انتقلَ إلى مكسيكو سيتي في الستينيات من القرن التاسع عشر من قبل طهاة الإمبراطور ماكسيميليان ثمّ انتشرَ بسرعةٍ في جميع أنحاء البلاد.
يبلغُ طولُ البوليلو حوالي 15 سنتيمتر (5.9 بوصة) ويتخذُ شكلًا بيضاويًا مع قشرةٍ لينة في الداخل. عادةً ما يتعمَّدُ الطهاة ثقب هذا الخبز في أنحاءٍ متفرّقةٍ ما يسمحُ باستنفاد البخار وتوسيع الخبز من الداخل دون إجهاد بشرته أو تغيير شكله النهائي. يُعرف البوليلو بليونته ومع ذلك فهو يُصبح صلبًا نوعًا ما في المرحلة الأخيرة من تحضيره؛ بل إنَّ الطهاة يعملون على جعله كذلك من أجلِ تسهيل عملية قطعه وقضمه.

## الأسماء
البوليلو هو شكلٌ مختلفٌ من الرغيف الفرنسي؛ وتختلفُ أسماءه من منطقةٍ لأخرى ومن دولةٍ لأخرى أيضًا. هذه قائمة مُصغَّرة باسمِ هذا الخبز في مختلف دول أمريكا اللاتينيّة:
- يُعرف هذا الخبزُ في شمال المكسيك باسمِ بوليلو أو الخبز الأبيض (بالإسبانية: pan blanco)‏ بينما يُعرف في شمال شرق المكسيك باسم الخبز الفرنسي (بالإسبانية: francés pan)‏.
  - يُعرف هذا الخبز في ولاية يوكاتان باسم باراس.
  - عادةً ما يُطلق على هذا الخبز في غوادالاخارا وسونورا اسمَ بيروتيس (بالإسبانية: birotes)‏ وهو الخبز الذي يُصنع من العجين المخمر.
  - يُطلق على هذا الخبز في سينالوا اسم توركيدو (بالإسبانية: torcido)‏ وبيروتي (بالإسبانية: birote)‏.
- يُعرف في السلفادور باسمِ الفرنكات الفرنسية.
- يُعرف في بنما باسمِ الفلوت (بالإسبانية: flauta)‏ وهو خبزٌ مشابهٌ للبوليلُّو لكنه أطول قليلًا منه.
- يُصنع خبزٌ مشابهٌ للبوليلو في البرازيل ويُعرف باسمِ الخبز الفرنسي (بالبرتغالية: pão francês‏) أو الخبز المالح (بالبرتغالية: pão de sal‏).
- يُعرف الخبز المشتق من الرغيفِ الفرنسي في الفلبين باسمِ الخبز المالح (بالإسبانية: pan de sal)‏ كما هو الحال في البرازيل.

### المصطلح العام
مصطلح «بوليلو» هو مصطلحٌ عاميّ يُستخدم في بعض أجزاء المكسيك والولايات المتحدة للإشارة إلى الشخصِ شاحب البشرة، وذلك في استخدامٍ مشابهٍ لكلمة غرينغو التي يُقصد بها الشخص الذي لا يفهمُ الإسبانية في بلدٍ يتحدث باللّغة الإسبانية وهي كلمة قد تُعتبر «انتقاصًا» حسب المنطقة والسياق. هناك مصطلحٌ شائعٌ آخر في دول أمريكا اللاتينيّة وهو «الفرن الفرنسي» (بالإسبانية: puro bolillo)‏ ويُقصد بهِ – أي بالمُصطلح – الشخص عديم القيمة وهي كلمة تُعادل إلى حدٍ ما كلمة «Zilch» في اللغة الإنجليزية العامية والتي تعني أيضًا الشخص عديم القيمة أو الذي لا يُمثّل أيّ شيء.